# امامزاده طیب و طاهر
امامزاده طیب و طاهر مربوط به دوره تیموریان و در شهرستان قم، در کنار جاده قم به سراجه واقع شده است. این اثر در تاریخ ۱۷ خرداد ۱۳۷۹ با شمارهٔ ثبت ۲۶۹۰ به‌عنوان یکی از آثار ملی ایران به ثبت رسیده است.